# 舍夫琴卡 (舊康斯坦丁諾夫區)
49°51′16″N 27°28′56″E / 49.85444°N 27.48222°E
舍夫琴卡（烏克蘭語：Шевченка）是位於烏克蘭西部的村莊，由赫梅利尼茨基州裡赫梅利尼茨基區的舊奧斯特羅皮利市鎮負責管轄。該村始建於1928年，面積0.52平方公里，海拔高度280米，2001年人口73，人口密度每平方公里140.7人。